# Eittingermoos
Eittingermoos ist ein Kirchdorf und Gemeindeteil von Eitting im Landkreis Erding.

## Geographie
Eittingermoos liegt im nördlichen Teil des Erdinger Moos zwischen Freising und Eitting. Nachbarorte sind Riegerau und Schwaigermoos. Die nicht geschlossene Bebauung liegt vor allem entlang der Dorfstraße die in West-Ost-Richtung durch die Ortschaft führt. Der Ortskern mit Kirche, Gastwirtschaft und Feuerwehr liegt an der Kreuzung mit der Straße von Riegerau nach Schwaigermoos.

## Geschichte
Der Ort entstand 1828 als Torfstechersiedlung. Ab 1925 gab es im Ort eine Schule, die sich südlich der heutigen Kirche befand. Die Schule wurde 1969 wieder geschlossen. 1934 wurde die heute denkmalgeschützte Filialkirche Hl. Bruder Konrad eingeweiht.
In den 1980ern wurde die Bundesautobahn 92 gebaut, die nördlich an Eittingermoos vorbei führt. 1992 wurde in direkter Nähe der Flughafen München eröffnet. Durch den Bau der geplanten dritten Startbahn würde der Ort noch stärker als bisher von Fluglärm betroffen sein. 

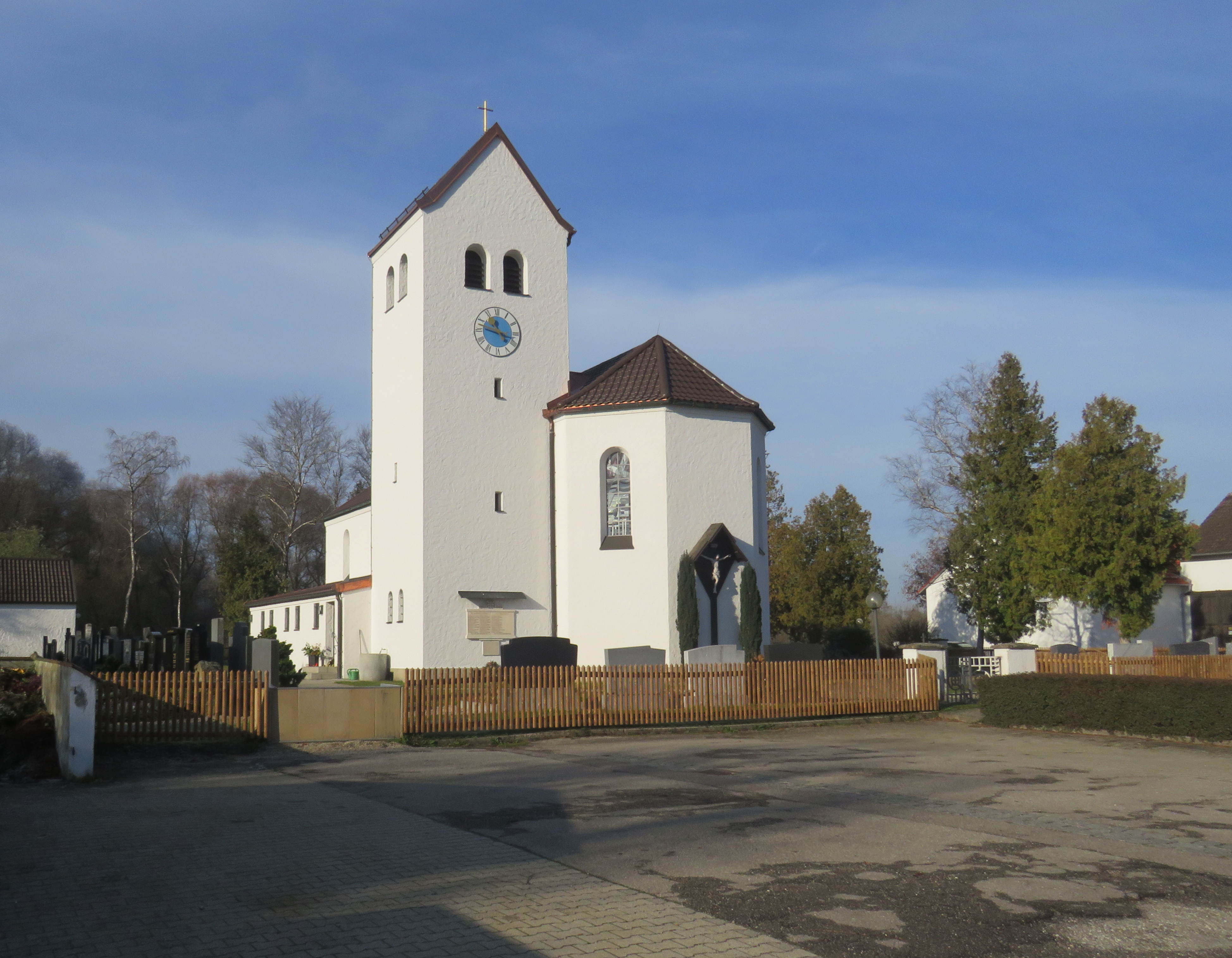
Bruder Konrad Kirche
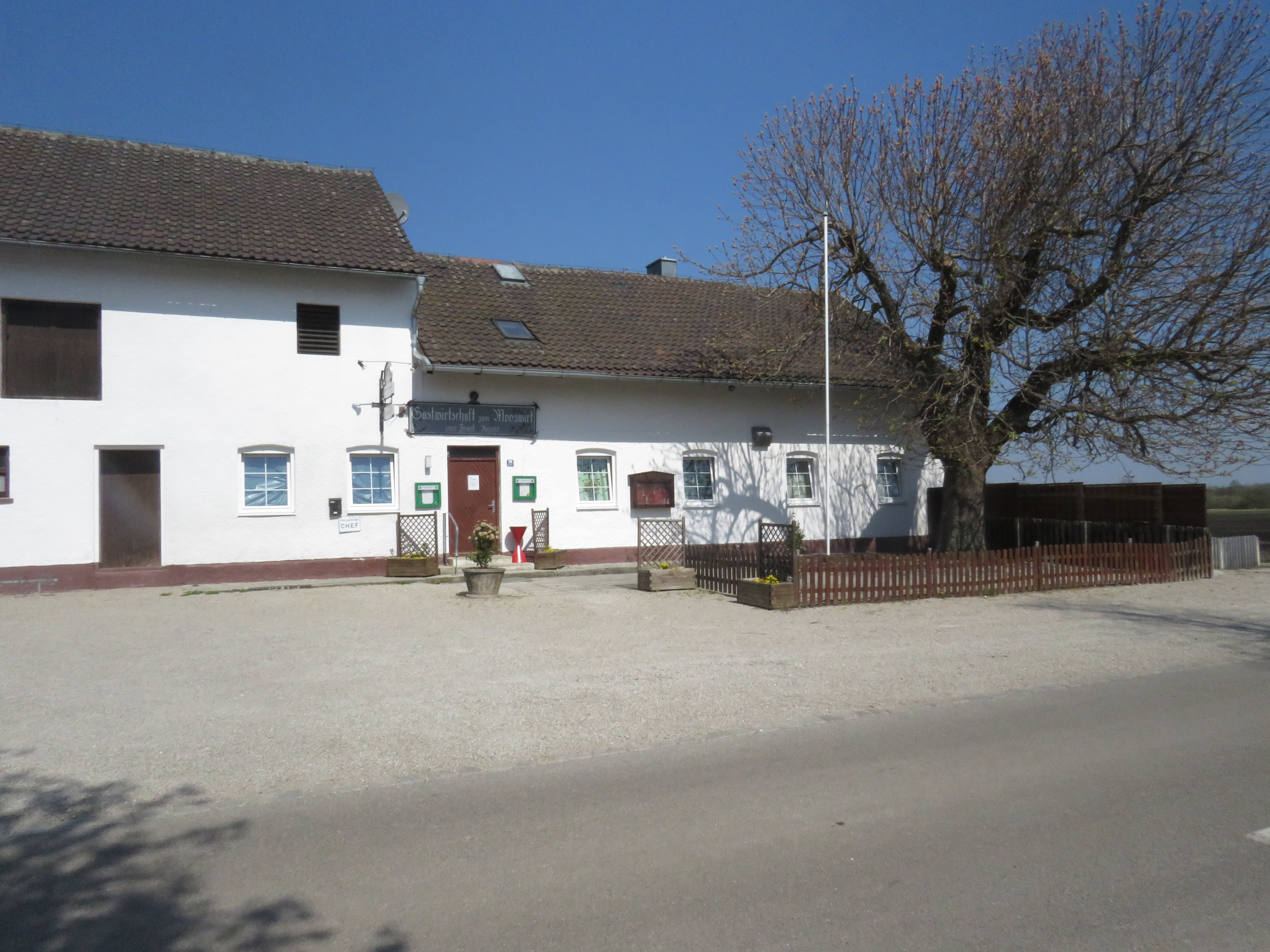
Mooswirt